# ملف تسلا

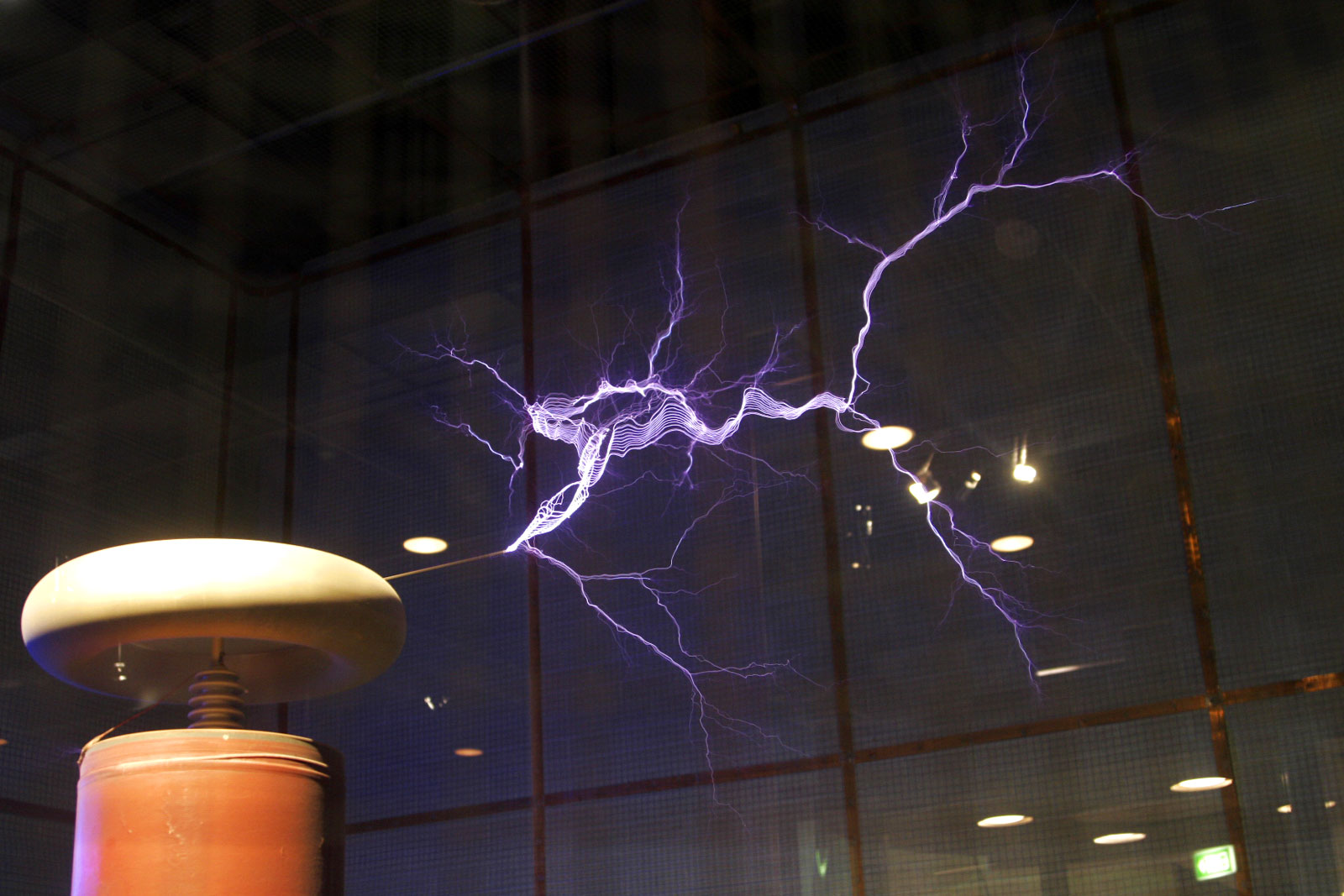
ملف تسلا المتواجد في كويستاكون - المركز الوطني للعلوم والتكنولوجيا في كانبيرا، أستراليا. يستعمل في التطبيقات التربوية والتعليمية وفي الإضاءة والموسيقى.

ملف تسلا  هو الدائرة الكهربائية الرنانة المحولة التي اخترعها نيكولا تيسلا في حوالي 1891. وهي تستخدم لانتاج كهرباء عالية الجهد، منخفضة التيار الكهربي، وتيار كهربي عالي التردد.
يمكن لملف تسلا إنتاج تيار كهربائي أعلى من المصادر الصناعية الأخرى عالية التصريف للجهد وآلات الكهرباء. جربت تسلا مع عدد من التكوينات المختلفة تتكون من اثنين أو ثلاثة في بعض الأحيان، إلى جانب الدوائر الكهربائية الرنانة.
استخدمت ملف تسلا لإيصال وإجراء التجارب الكهربائية في الإضاءة، والأنوار الفوسفورية وتوليد الاشعة السينية وفي المواد ذات التتابع السريع والعلاج باستخدام الموجات الكهربائية، وأيضاً في نقل الطاقة الكهربائية دون استخدام الموصلات. مجموعة لفائف تسلا استخدمت على نطاق تجاري في إشعال شرارة للنقل في أجهزة الراديو لاستخدامه في جهاز التلغراف إلى عام 1920. وفي الاجهزة الطبية مثل أجهزة العلاج بالموجات الكهربائية وأجهزة الأشعة الفوق بنفسجية. اليوم يعتبر الاستخدام الرئيسي هو في قطاع الترفيه والعروض للوسائل التعليمية وجزء صغير من هذه اللفائف تستخدم في أنظمة الشفط المتطورة كوسائل لتحديد التسرب فيها.

## النظرية

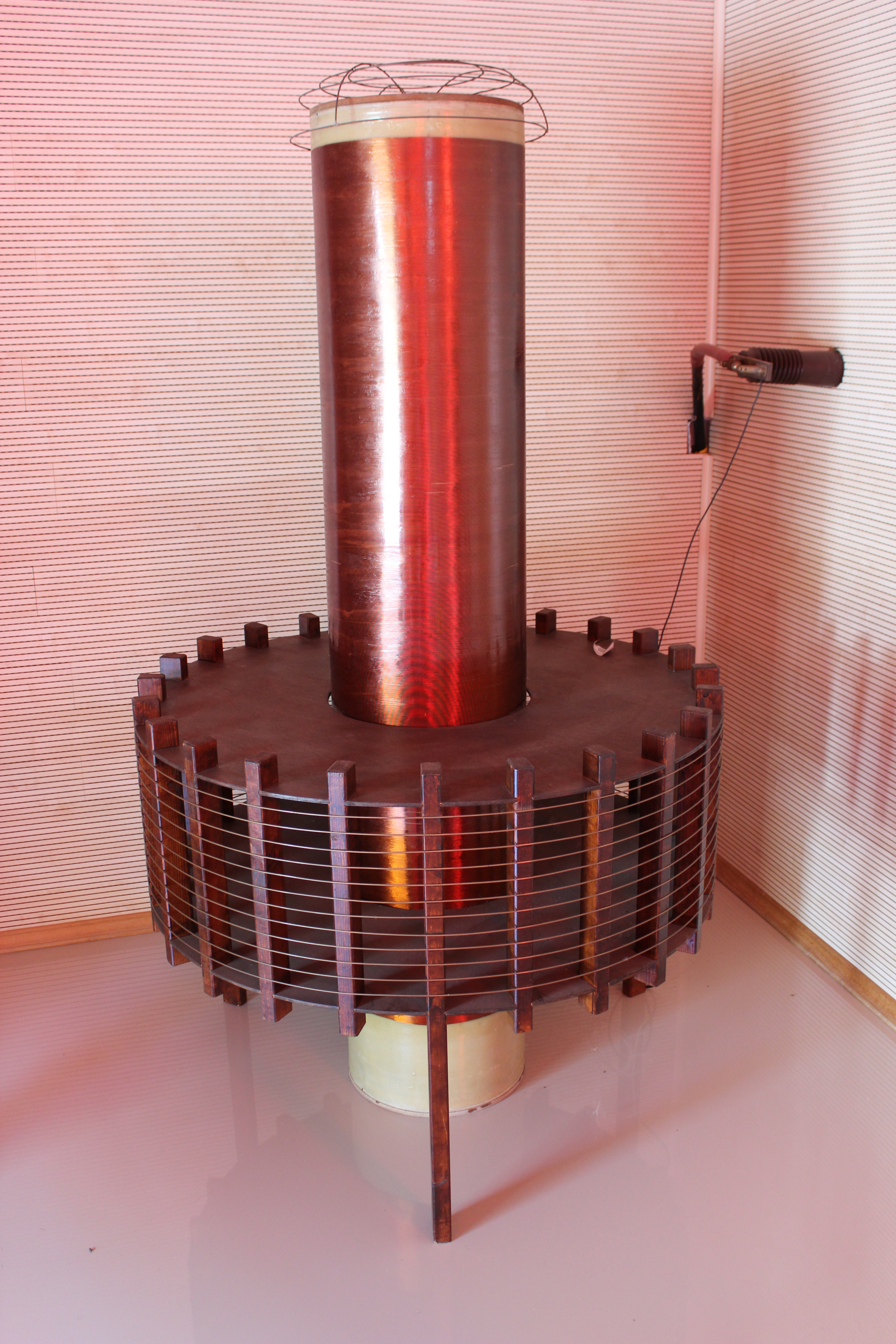
ملف تسلا الموجود في متحف نيكولا تسلا في صربيا

يعمل سلك المحول تسلا بطريقة مختلفة كثيرًا عن المحولات التقليدية (ذات اللب الحديدي). ففي المحول التقليدي، تُشد اللفات الثنائية بإحكام ويتم تحديد قيمة الجهد الكهربائي المكتسب بنسبة عدد اللفات في المحول. تنجح هذه الطريقة في حالات الجهد الكهربائي العادي ولكن عندما يكون الضغط الكهربائي عالي فإن العازل الكهربائي بين مجموعتي اللفات سيتلف بسهولة وهذا مايمنع المحولات ذات اللب الحديدي من العمل تحت ضغط كهربائي مرتفع (فولتات عالية) بدون تعطل.
على عكس المحولات التقليدية (والتي تحتل اللفات الثنائية فيها أكثر من 97% من المسافة بين اللفات) فإن اللفات في ملف تسلا غير مشدودة بإحكام «مرتخية» مع وجود فجوات هوائية كبيرة، وبالتالي فإن الملفان الابتدائي والثانوي يتشاركان مايقارب 10-20% فقط من كلٍ من حقولهم المغناطيسية. عوضاً عن شد اللفات الثنائية وربطها بشكل محكم، يقوم ملف تسلا بنقل الطاقة (عن طريق الربط الضعيف) من دائرة كهربية رنانة متذبذبة «مكونة من مستحث ومكثف» (الابتدائي)، إلى (الثانوي) خلال عدد من دورات الترددات اللاسلكية العالية كما نُقلت الطاقة الأولية إلى الثانوية، وقد نُقلت زيادات إنتاج التيار الكهربائي لكل الطاقة الأولية المتاحة (أقل الخسائر). وحتى مع الخسائر الواضحة للفجوة الشرارية، يمكن للفائف تسلا المصممة جيداً نقل أكثر من 85% من الطاقة المخزنة في البداية إلى الدائرة الثانوية. الجهد الذي يمكن تحقيقه من لفائف تسلا يمكن أن تكون أكبر بكثير من المحولات التقليدية، لأن الملف الثانوي هو ملف لولبي عبارة عن طبقة واحدة مفصولة من المناطق المحيطة بها وبذالك فهي معزولة جيدًا. أيضًا، فالجهد في المقابل في أي لفائف أعلى لأن معدل تغير التدفق المغناطيسي يكون في الترددات العالية. مع الاقتران الضعيف، يتناسب تضخيم الجهد - بدلا عن ذلك - طرديًا مع الجذر التربيعي لنسبة معاملي الحث الثانوي والأولي

## تاريخها
استخدم محوّل ملف تسلا كمكثف، والذي خلال تعطّل الفجوة الشرارية القصيرة، أصبح متصلاً بلفائف مستديرة وملتفة لِمرات قليلة (المجموعة اللولبية الأولية)، مكونا دائرة رنانة مع تردد التذبذب، ويُقدّر هذا التذبذب عادةً من 20-100 كيلو هرتز، والتي يحددها سعة المكثّف وملف الحثّ. يكون المكثف مشحوناً بالجهد اللازم لتفجير الهواء من الفجوة، بحوالي 10 كيلو فولت وذلك بواسطة محوّل ذو خط موصول بالكهرباء متّصل بالفجوة، ويمكن لهذا المحوّل أن يتحمّل وجود دائرة قصيرة بينما لا تزال الفجوة متأيّنة، أو لأجزاء دقيقة جداً من الثواني حتى يختفي التدفّق ذو التردد العالي. وقد وُضع ملف لولبي ثانوي أكثر وضوحاً مع سلك أرقّ وذو لفّات أكثر عن الابتدائي ليعترض بعض الحقول المغناطيسية للملف اللولبي الابتدائي. وقد صمم الملف الثانوي ليحتوي نفس تردد الرنين حيث أن الملف الابتدائي يستخدم فقط السعة الضائعة للملف اللولبي نفسه ولأي «غطاء علوي» يوضع على النهاية العلوية للملف.
يحتوي تصميم اللفائف نفسها ذات الطاقة العالية التي سيتم ذكره لاحقاً على طبقة واحدة ابتدائية وثانوية. يستخدم الهواة لفائف تسلا عادة في أماكن مثل المتاحف العلمية لإنتاج شرارات عالية. تصف مجلة «الكهربائي الأمريكي» لفائف تسلا الأولية موضوعة في جرّة زجاجية موصولة ببطارية، بقياس يقدّر بـ 15 × 20 سم (6×8 بوصة) مرتبطة بستين إلى ثمانين لفة من أسلاك AWG رقم 18ب وسلك مغناطيسي جنوبي القطب (0.823 مم²). وإلى هذا الانسياب، تتكوّن اللفائف الابتدائية من ثمانية إلى عشرة لفات من أسلاك AWG رقم ستة ب وسلك مغناطيسي جنوبي القطب (13.3 مم²) وهذا التركيب بأكمله موضوع ومغمور في جرّة تحتوي على زيت معدني أو زيت بذر الكتّان.

### تصميم 1902
تصميم تيسلا في عام 1902 للنسخة المتقدمة من المرسل المكبر تستخدم موصل علوي مكون من إطار حديدي على شكل حلقة مغطى بصفائح نصف دائرية (تغطي أكثر السطح الموصل للكهرباء). المعبر العلوي لديه سعة صغيرة نسبياً، يشحن بأعلى حد جهد كهربائي مستطاع. في السطح الخارجي من الموصل الكهربائي المحدب تتراكم الشحنات الكهربائية وتكون لها نصف قطر انحناء كبير أو تكون مكونه من عناصر منفصلة بغض النظر عن أنصاف أقطارها المنحنية، وتكون متقاربة من بعضها البعض حيث يظهر السطح الخارجي التصوري الجامع لها بشكل ذا نصف قطر منحني كبير. هذا التصميم يسمح للمدخل الكهربائي أن يدعم عمل جهد كهربائي عالي بدون أن أي تفريغ هالي أو شراري. في الوقت الذي كان يعمل تيسلا على استخراج براءة اختراعه، وصف أنواع متغايرة من الأطراف الرنانة في أعلى هذا البكرة.

## لفائف تسلا في العصر الحديث

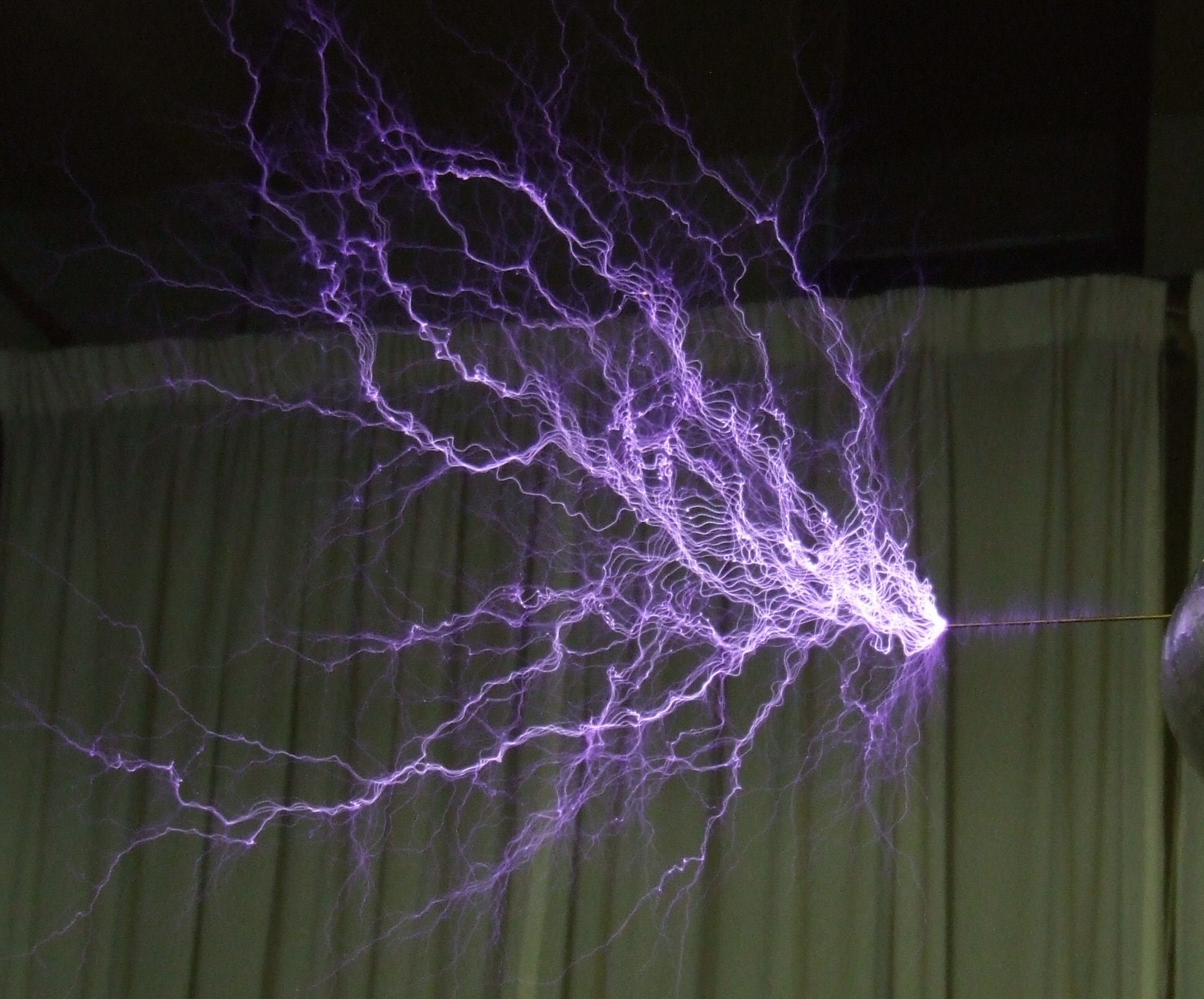
تفريغ كهربائي يظهر البلازما الشبيهة بالبرق التي تولدها ملفات تسلا

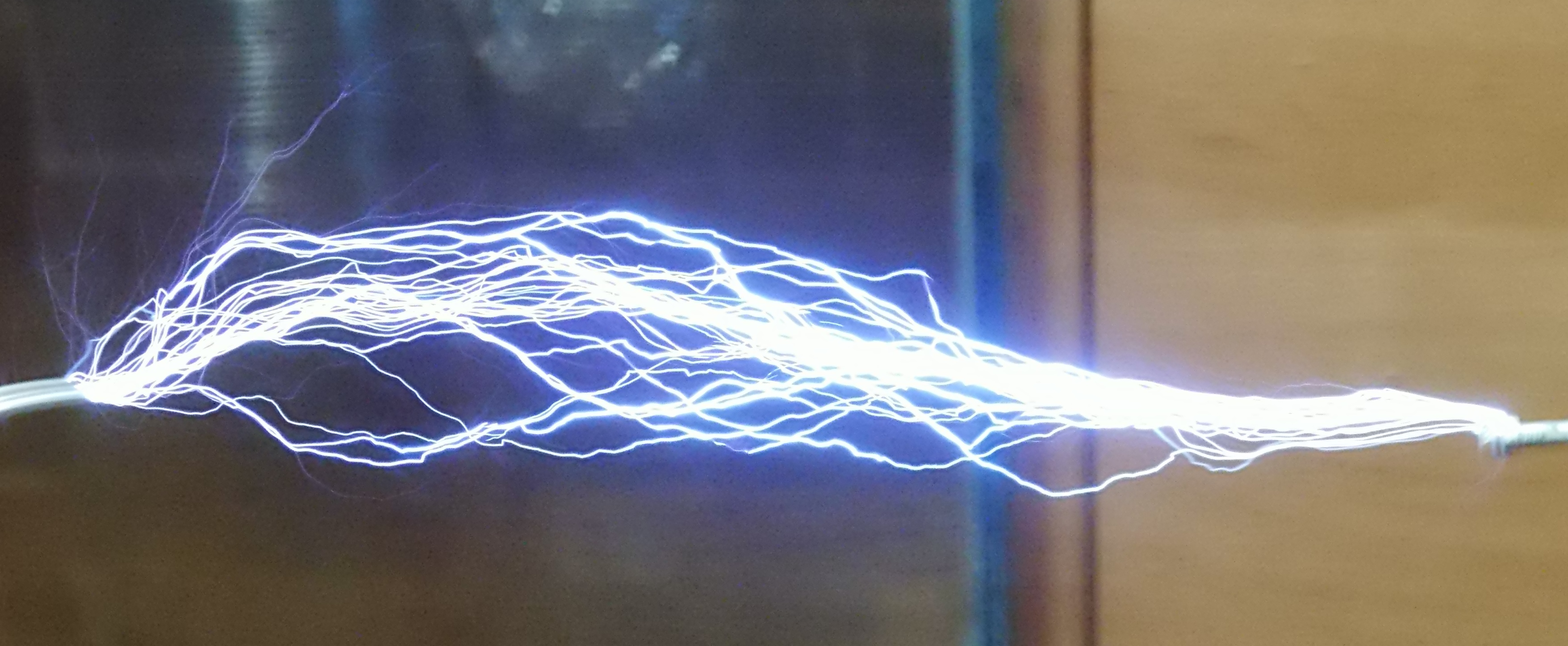
تفريغ ملف تسلا

عادة ما يبني هواة الفولت العالي الحديث لفائف تسلا المماثلة لبعض تصاميم نواة تسيلا الهوائية في وقت لاحق. تتألف هذه عادة من دوائر ابتدائية للدبابات، سلسلة (الحث والسعة) الدائرة تتكون من فولت عالي مكثف. شرارة الفجوة واللولب الأولي، ودوائر إل سي الثانوية، سلسلة الدائرة الكهربائية الرنانة تتكون من لفائف ثانوية بالإضافة إلى محطة السعة أو «التحميل الأعلى». في تصميم تيسلا الأكثر تقدما، تتكون الدائرة إل سي الثانوية من محول لفائف الهواء الجوهرية الثانوية توضع في سلسلة مع كاشف الموجات الهرتزية اللولبية. معظم اللفائف الحديثة لا تستخدم سوى لفائف لولبية واحدة تضم كل من رنان ثانوي وأولي. ثم يتم توصيل تلك اللفائف للمحطة. والتي تشكل ' لوحة ' واحدة من مكثف، و ' لوحة ' أخرى تكون الأرض أو سطح الأرض. يتم ضبط دائرة إل سي الأولية بحيث يتردد صداها على نفس تردد دائرة إل سي الثانوية. تقترن مغناطيسيا اللفائف الابتدائية والثانوية، مما يخلق رنين محولات الهواء الثنائية التي تم ضبطها. في السابق لفائف تسلا معزولة النفط كانت في حاجة لعوازل كبيرة وطويلة في المحطات ذات الفولت العالي لمنع حدوث تفريغ في الهواء. لاحقاً لفائف تسلا نشرت حقولها الكهربائية لمسافات كبيرة لمنع الإجهاد الكهربائي العالي في المقام الأول، مما يتيح العملية في الهواء الطلق.
تستخدم معظم لفائف تسلا الحديثة حلقات بسيطة وتكون عادة مغلفة بمادة معدنية أو بالألمونيوم المرن وذلك بهدف التحكم في الحقول الكهربائية المجاورة لتيار ثانوي آخر وأيضًا لتوجيه الشرر خارجًا وبعيدًا عن المجموعات الأولية والثانوية.
تشتمل معظم أجهزة إرسال لفائف تسلا الحديثة على شبكة من محولات رنين ذات قلوب هوائية مقترنة بإحكام، أو «بمذبذب رئيسي» ناتج منها ومن ثم تُغذى برنّان آخر، وتُسمى في بعض الأحيان بـ «اللفائف الإضافية». ويعتبر تجميع الطاقة في اللفائف الإضافية هو المبدأ الرئيسي ويلعب المحول الثانوي دور مذبذبًا رئيسيًا وثانويًا منفردًا ; ولا تُوزع تلك الأدور عن طريق محول ثانوي مستقل. وتوضع اللفائف الإضافية على بعد مسافة من المحولات في بعض اللفائف الثلاثية الحديثة ذات أجهزة الإرسال المُكبرة. ويعتبر توجيه المغناطيس المقترن بالمحول الثانوي العلوي غير مرغوب به حيث صممت اللُفافة الثالثة لتُقاد عن طريق ادخال الآر إف الحالي مباشرة إلى نهايته السفلى.
ويتألف هذا التكوين الخاص من ملفات تسلا من ملف ثانوي ذو علاقة حثية قريبة جدًا من ملف أولي، وتنتهي جميعها باتصال مع لوح أرضي (الأرض)، بينما نهايتها الأخرى يقودها ملف منفصل ذاتي الحث (الذي يجب أن يكون متصلا بمركز توليد ذلك الجانب من دائرة الملفات لتأمين توزيع مماثل للتيار أو يكون قريبًا منه)، أو من خلال أسطوانة معدنية تحمل التيار إلى الطرفية. وقد تتم إثارة الملف الأولي عبر أي مصدر منشود من تيارٍ عالي التردد. والشرط المهم هو أنه يجب ضبط الجانبين الأولي والثانوي على نفس تردد الرنين للسماح بنقل فعال للطاقة بين دوائر الرنيني الأولية والثانوية. ويكون الموصل بين الاسطوانة والطرفية (التحميل الأعلى) على شكل اسطوانة ذات سطح أملس من دائرة يكون نصف قطرها أكبر بكثير من اللوحات المعدنية الكروية، ويتسع من الأسفل إلى غطاء (يكون مشقوق لتفادي أي خسارة بسبب التيارات الدوامية). وأما الملف الثانوي فيكون مصنوع من مادة عازلة وملتف على اسطوانة. وتلتف اللفائف على بعضها حتى تنغلق. وعندما يتم التغلب على تأثير دائرة يعادل نصف قطرها انحناء صغيرة من السلك نفسه، تقوم اللفائف الثانوية بالتصرف كموصلٍ من دائرة يعادل نصف قطرها انحناء كبير، متناظرة بذلك مع الأسطوانة. ويمكن تمديد الجزء العلوي من الفائف الإضافية لتصل إلى محطة براءة الاختراع الأمريكية رقم 1,119,732- ويجب أن يقع الجزء السفلي تقريبًا تحت اللفة العلوية من الملف الأولي. مما يقلل من ميل الشحنة للانفصال عن السلك الذي يوصلهما ولمروره بالحامل.

### التشغيل الرئيسي
إن الترانزستور الحديث أو الصمام المفرغ في محولات تيسلا لاتستخدم فجوة إشعال رئيسية، وعوضًا عن ذلك فالترانزستورات أو الصمامات المفرغة توفر عملية التضخيم المطلوبة لتوليد الترددات اللاسلكية للدائرة الرئيسية. تستخدم محولات تسلا الثابتة أقل فولتات تشغيلية رئيسية والتي تتراوح مابين 155 إلى 800 فولت، ويستخدم لتحريك اللفات الرئيسية إما محولًا ثنائي الأقطاب ذو الجسور المفردة أو الزوجية، أو ترانزستور حقلي، أو ترانزستورًا ثنائي الأقطاب ذو البوابة المعزولة لتشغيل الشحنة الكهربائية الرئيسية. المحولات ذات الصمامات المفرغة عادة ما تعمل بجهد يتراوح مابين 1,500 إلى – 6,000 فولت، بينما تعمل فجوات الإشعال الرئيسية بفولتات رئيسية تتراوح مابين 6,000 إلى 25,000 فولت. كما أن الملفات الرئيسية توضع في محولات تسلا تُلَفّ حول الجزء السفلي فقط من الملف الثانوي (ويسمى أحيانًا "المرنان")، وهو ما يساعد في إظهار عمل الملف الثانوي وكأنه مرنان نضّاح. إن المحث الرئيسي والذي يحول الفولتات إلى الجزء السفلي من الملف الثانوي مما يوفر دفعات منتظمة (وهو يشبه تلك الدفعات في توقيت معين للأرجوحة). وهناك طاقة إضافية تُحوّل من المحث الرئيسي إلى المحث الثانوي ليرفع السعة الكهربائية خلال كل «دفعة»، حيث يبني المحث الثانوي فولتات تسمى الرنين. غالبًا ماتستخدم دائرة الرد التصحيحي الكهربائي لتهيئة توقيت مولد الذبذبة لدرجة الرنين المتصاعد في المحث الثانوي، وهي عملية الضبط الوحيدة بعد الخيار الأولي بعد الرفع المعقول للسعة الكهربائية.
في حالة ملف تسلا ذو الحالة الصلبة ثنائي الرنين (DRSSTC)، فإن التحويل الإلكتروني لملف تسلا ذو الحالة الصلبة يشترك مع الدائرة الابتدائية الرنانة لملف تسلا ذو الثغرة الشرارية (فراغ الشرارة الكهربائية). تتكون الدائرة الابتدائية الرنانة عن طريق توصيل المكثف باللفائف الابتدائية للملف، حيث يشكّلان معاً سلسلة من الدوائر الكهربية الرنانة ذات مستحث ومكثف ويكون ترددها الرنان مقارب لتردد الدائرة الثانوية. بسبب وجود دائرة رنانة إضافية فإنه من الضروري وجود مُعَدِّل توليف يدوي آخر أوتوماتيكي (ذاتي). كما يستخدم عادة قاطع كهربائي للتقليل من دورة تشغيل دائرة خدمة لجسور التيارات المتناوبة وذلك لتحسين كفاءة طاقة الذروة، وبالمثل فإن الترانزستور ثنائي القطبية ذو البوابة المعزولة IGBTs أكثر شيوعاً في هذا التطبيق من الترانزيستور الحقلي «موسفت» MOSFETs أو التروانزستور ثنائي القطبية نتيجة لتفوقه في معالجة الطاقات العالية. يمكن مقارنة أداء ملف تسلا ذو الحالة الصلبة ثنائي الرنين (DRSSTC) بملف تسلا متوسط الطاقة ذو الثغرة الشرارية، كما أن كفاءته (تقاس بطول الشرارة مقابل الطاقة المدخلة) يمكن أن تكون أكبر بكثير من ملف تسلا ذو الثغرة الشرارية في حالة تشغيله بنفس قيمة الطاقة المدخلة.

## الجوانب العملية للتصميم

### إنتاج الجهد العالي
تعمل أغلب ملفات تسلا الكبيرة ذات التصاميم الحديثة عند مستويات طاقة وذروة عالية جدا تصل إلى العديد من الميجاوات (ملايين الواطات)). لهذا السبب يتم تشغيلها وتعديلها بعناية فائقة، ليس فقط لتحقيق الكفاءة والفعالية الاقتصادية بل من أجل معايير السلامة. إذا وقعت نقطة الجهد العليا قبل نقطة نهاية الملف الثانوي بسبب توليف خاطئ، فهنا قد تندلع شرارة تفريغ كهربائي وتتلف أسلاك الملف والدعائم وحتى الأجسام القريبة.

تكوين دائرة نموذجي
في هذه الحالة، تقوم شرارة الفجوة بنقل التردد العالي عبر المحول الأول الذي سببع التيار الترددي. يقوم الحاث (غير ظاهر في الصورة) بحماية المحول. يستعمل هذا التصميم في حالات لوحات النيون التي تكون هشة.

تكوين دائرة بديلة
وضع محاث متوازي مع المحول الأساسي بينما تكون فجوة الشرارة متسلسلة لملف تسلا الأساسي. في هذه الحالة، يجب أن تكون قدرة المحول كافيى لتحمل الترداد العالية.

قام تسلا بتجارب عديدة مع هذه الدوائر الكهربائية وأخرى غيرها (انظر إلى الصورة التي على اليسار).موصل التسلا الرئيسي، اللفة، فتحة الشرر، والخزان المكثِّف جميعها متصلة معًا في تسلسل. في كل دائرة، المحول ومزود الـ AC يقومان بشحن الخزان المكثِّف حتى يصبح جهده الكهربائي كافٍ ليُحلل فتحة الشرر. تشتعل الفتحة فجأة، لتسمح للخزان المكثِّف المشحون بالتفريغ في اللفة الرئيسية. بمجرد اشتعال الفتحة يصبح السلوك الكهربائي لكل دائرة متطابق. أظهرت التجارب عدم وجود دائرة لها أي أفضلية واضحة على غيرها، أي أن كل الدوائر لها نفس السلوك والأداء.
إلا أن عمل الدائرة القصيرة داخل فجوة الاشتعال في الدائرة العادية يمنع الذبذبات مرتفعة التردد من مساعدة المحول الداعم، أما في الدائرة البديلة فالذبذبات ذات السعة العالية ومرتفعة التردد والتي تظهر خلال مكثف الكهرباء فهي تستعمل في لفات المحول الداعم، وهو ما يحفز انبعاثات الهالات مؤديًا إلى إتلاف عازل المحول مع الوقت. ودائمًا ما يستخدم خبراء صناعة محولات تسلا ذات الدائرة العالية دون غيرها مدعمةً إياها بمرشحات منخفضة التمرير (شبكات من المقاوِمات والمكثفات) بين المحول الداعم وفجوة الإشعال لحماية المحول الداعم. وتكمن أهمية هذه الطريقة حين تكون لفات المحول قابلة للعطب جراء ارتفاع الضغط مثل المحولات المستخدمة في لافتات النيون. وبغض النظر عن التدابير المستخدمة، لابد أن تكون المحولات ذات الجهد المرتفع متحكمة ذاتيًا بالتيار الثانوي بواسطة التحفيز الترشيحي الداخلي. كما يجب أن يستخدم المحول العادي ذو الضغط المرتفع (التحفيز الترشيحي المنخفض) محدد ضغط خارجي (يسمى أحيانًا بالموازن) ليحدد التيار، وقد صممت محولات لافتات النيون لتكون ذات تحفيز ترشيحي مرتفع لتحد من تيار دائرتها الكهربائية القصيرة إلى المستوى الآمن.

#### احتياطات الضبط
يُضبط تَردُد الرَنين الصادر من السلك المَلفوف الأولي مع تَردد السِلك الثانوي باستخدام تَذبذبات مُنخفضة الطاقة، ثُم يُرفع مُستوى الطاقة حتى يُصبح الجهاز تَحت السيطرة. غالبًا ما يُوضع أثناء الضبط نُتوء صَغير -يُسمى مَضخة الاختراق - على الطرف العُلوي لتَحفيز الهالة وتَفرِيغ الشرارة (أحياناً تُسمى متدفقات) في الهَواء المُحيط. يُمكن فيما بَعد تَعديل الضبط ليَصل إلى أطول متدفق في مُستوى مُعين من الطاقة ويَنسجم مَع تردد يَتماشى مع السِلك الأولي والثانوي. يميل الحمل السعوي إلى خَفض تَردد الرنين في لَفائف تِسلا بواسطة المتدفقات التي تعمل بطاقة كاملة، ولأسباب تِقنية عديدة فإنها تُشكل الحَلقة الدَائرية واحدة من أكثر الأشكال التي تُستعمل على الأطراف العُلوية في لَفائف تِسلا.

#### تفريغ الهواء
تُنقل الطاقة الكهربائية أثناء تفريغ توليد الكهرباء من أنابيب ثانوية وحلقية إلى الهواء المحيط على هيئة شحنة كهربائية وحرارة وضوء وصوت، وتعد هذه العملية مماثلة لشحن أو تفريغ المكثف حيث يدعى التيار الذي ينشأ من شحنات التحول داخل المكثف تيار الإزاحة. تتكون تفريغ لفائف تيسلا كنتيجة لتيارات الإزاحة حيث يتم نقل الذبذبات والشحنات الكهربائية بسرعة بين الفولت الحلقي العالي والمناطق القريبة داخل الهواء (وتسمى بمناطق شحنة المدى). وبالرغم من أن مناطق الشحنة الفراغية حول الحلقي غير مرئية إلا أنها تلعب دوراً كبيراً في مظهر وموقع تفريغ لفائف تيسلا.
عندما تشتعل الشرارة في فجوة الحرائق يقوم المكثِف المشحون بتفريغ الشحنة إلى الملف الابتدائي، مما يؤدي إلى تذبذب الدارة الأولية. يخلق التيار الأولي المتذبذب حقلا مغناطيسياً يرتبط بالملف الثانوي ناقلا الطاقة إلى الجانب الثانوي من المحول ومسببًا لها أن تتذبذب ضمن السعة الكهربائية للملف الحلقي.يتم نقل الطاقة خلال عدد من الدورات، ومعظم الطاقة التي كانت في الأصل في الجانب الابتدائي تنتقل إلى الجانب الثانوي، وكلما زاد الاقتران المغناطيسي بين اللفات (الابتدائي والثانوي) كلما تطلب إتمام عملية نقل الطاقة وقتا أقصر وأسرع. تزداد سعة الجهد الكهربائي لموجات الراديو للمستحث الحلقي بسرعة كلما تصاعدت الطاقة داخل الدارة الثانوية المتذبذبة، كما أن الهواء المحيط بالمستحث الحلقي يتعرض لما يشبه الانهيار أو العزل الكهربائي مشكلاَ تفريغًا إكليكيًا.
فمع استمرار طاقة الملف الثانوي (والجهد الناتج) بالازدياد، ترفع الذبذبات الكبيرة من التيارات الازاحية درجة حرارة الهواء وزيادة تأين الهواء إلى ان تصل به نحو الانهيار الأولي، مما يشكل مصدر موصل للكهرباء من البلازما الساخن يسمى بالشرر الرئيسي، متفرعا ً من المستحث الحلقي (التورويد).تعتبر البلازما داخل الشررالرئيسي أكثر حرارةً من التفريغ الاكليلي ويعد موصل أفضل إلى حدٍ ما. بالواقع، خصائصها تشابه كثيراً تلك التي بالقوس الكهربائي. يتفرع الشرر الرئيسي إلى الآلاف من الشرارت الدقيقة والباردة والشبيهة بالشعيرات وتدعى بالمتدفقات والتي تبدو مثل الادخنة المزورقة بنهايات الشرارت الرئيسية الأكثر اضاءة وتنقل الشحنة بين الشرارت الرئيسية والتورويد إلى مناطق الشحن المتاحة والقريبة. تغذي تيارات الإزاحة من متدفقات لا معدودة بداخل الشرر الرئيسي مما يساعد على بقائه ساخناً وموصلاً بالكهرباء
يُعد معدل الانقطاع الأولي لـ (لفائف تيسلا) الشرارية بطيئًا مقارنةً بالتردد الرنيني لتركيبة الحمل العُلويْ للمرنان.عند إغلاق المفتاح، فإن الطاقة تنتقل من دائرة (إل سي) الأولية إلى المرنان حيث ترن حلقات التيار الكهربائي لمدة قصيرة من الزمن إلى أن تبلغ ذُروتها في التفريغ الكهربائي. وتحدث فرجة الشرارة في (لفائف تيسلا) وعملية نقل الطاقة الأولية إلى طاقة ثانوية بشكل متكرر في معدلات نبض نموذجية من 50 إلى 500 مرة في الثانية حيث لا تحصل قنوات الدليل التي شُكلت مسبقًا على فرصة لتبردَ تمامًا بين النبضات. لذلك فإن التفريغ الأحدث على النبضات السابقة يمكن أن يكون مبنيًا على يسار المسارات الساخنة من قبل سابقاتها وهذا يسبب النمو المتزايد للدليل؛ من نبضٍ إلى النبض التالي وإطالة التفريغ الكامل على كل نبضة متعاقبة ويسبب النبض المتكرر تفريغًا للإنتاج حتى متوسط الطاقة المتاحة من (لفائف تيسلا) خلال كل نبضة توازن بين متوسط الطاقة التي فقدت من التفريغ (معظمها على شكل حرارة). وعند هذه المرحلة يتم الوصول إلى التوازن الديناميكي ويكون التفريغ قد وصل إلى أقصى طولٍ له لمستوى الطاقة الناتج لـ (لفائف تيسلا). ويبدو أن التركيب الفريد من تزايد غلاف الترددات اللاسلكية للجهد العالي والنبض المتكرر مناسبٌ بشكل مثالي لإنتاج تفريغ طويل متفرع والذي يؤخذ بعين الاعتبار أنه أطول بكثير مما هو متوقع باعتباره هو الوحيد المنتِج للتيار الكهربائي. وينشئ تفريغ الجهد العالي تفريغات فتيلية متعددة التفرعات وهي باللون الأزرق الأرجواني، أما تفريغ الطاقة العالية ينشئ تفريغات أسمكْ مع عدد قليل من التشعبات وتكون شاحبة ومضيئة ومائلة إلى اللون الأبيض وهي أكثر طولا من تفريغات الطاقة المنخفضة بسبب التأين الزائد وتَبُثْ رائحة قوية من الأوزون وأكاسيد النيتروجين. وتظهر العوامل الهامة للطول الأقصى للتفريغ ليُكَوِّنَ جهدًا وطاقةً وهواءً ساكنًا من رطوبة منخفضة إلى معتدلة ومع ذلك حتى بعد مرور أكثر من 100 عام على أول استخدام لـ (لفائف تيسلا) فإن العديد من جوانب تفريغ لفائف تيسلا وعملية نقل الطاقة لا تزال غير مفهومة بشكل كامل.

## التطبيق
دوائر «تسلا» الكهربائية، تم استخدامها بشكل تجاري في صناعة أجهزة البث الإذاعي وفي أجهزة خدمة الإرسال اللاسلكية حتى عام 1920 ميلادي. كذلك تم استخدامها في المعالجة الكهربائية وشبه الطبية مثل الأشعة فوق البنفسجية. أما اليوم، فهي تُستخدم بشكل أساسي في العروض الترفيهية والتعليمية. دوائر «تسلا» الكهربائية يتم إنشاؤها عبر العديد من المستشعرات عالية القوة، وعبر عدد من المعاهد البحثية، المعارض العلمية، بالإضافة إلى أصحاب التجارب المستقلة. وعلى الرغم من تطوير وحدات التحكم بالدوائر الكهربائية، إلا أن تصميم دوائر «تسلا» الأصلية، أقل كلفة ويمكن الاعتماد عليها.

### الإرسال والإستقبال اللاسكي
يمكن استخدام لفائف تسلا في الإرسال اللاسلكي. وبالإضافة لوضع المحطة المرتفعة فوق رأس دائرة الرنين الحلزونية، الاختلاف الآخر من لفة التسلا ذات الشرارة هو معدل الانقطاع الأولي. ناقل لفة التسلا الأمثل هو موجة ذبذبة مستمرة مع معدل انقطاع يساوي تردد التشغيل. وأيضاً تستخدم دائرة الرنين الحلزونية مع المحطة المرتفعة في الإستقبال اللاسكي. مستقبل لفة التسلا مصمم لاستقبال طاقة المجال الكهرومغناطيسي الغير مشع والذي ينتجه مرسل اللفة. أيضًا مستقبل اللفة مهيأ لاستخدام جهد التدرج الرأسي الموجود في كل مكان في الغلاف الجوي للأرض. بنى تسلا واستخدم أجهزة متعددة لرصد طاقة المجال الكهرومغناطيسي. أوائل أجهزته اللاسكية اشتغلت على أساس الموجات الهرتزية أو موجات الراديو العادية والموجات الكهرومغناطيسية التي تبث في الفضاء دون أي تدخل من سطح توجيه. وأثناء عمله في جامعة كولورادو سبرينقز اعتقد تسلا بأنه أسس رنين كهربائي لكامل الأرض باستخدامه مرسل لفة التسلا في «محطته التجريبية».
أعلن تسلا عن إحدى متطلبات النظام اللاسلكي العالمي وهي بناء أجهزة الاستقبال الرنانة. المفاهيم والأساليب ذات الصلة هي جزء من نظام تسلا للإرسال اللاسلكي (US1119732 - جهاز لنقل الطاقة الكهربائية - 18 يناير 1902). وقدم تسلا اقتراحا بضرورة أن يكون هناك أكثر من 20 محطة إرسال واستقبال في جميع أنحاء العالم. في أحد أشكال دارة الاستقبال، ترتبط اثنتان من وحدات الإدخال الطرفية، يتصل كل منها بجهاز تحوير اتساع النبضة الميكانيكي، والذي تم تعديله لعكس القطبية على فترات من الوقت محددة مسبقا ولشحن المكثف. ولدى هذا الشكل من جهاز استقبال نظام تسلا وسيلة لتبادل القوة الدافعة الحالية عند شحن الدارة وذلك لتزويدها بطاقة شحن كافية لشحن جهاز التخزين- جهاز لإغلاق دارة الاستقبال- ووسيلة لتشغيل جهاز الاستقبال بواسطة الطاقة المتجمعة.
تستخدم لفائف تسلا كجهاز استقبال يشار إليه بـ «استقبال محولات تسلا» ويعمل على خفض التحويل مع إنتاج عالي. وتعد المعايير لـ لفائف تسلا قابلة للتطبيق المتماثل كونها جهاز مُستقبِل.(مثل الدائرة الهوائية) وذلك بسبب التبادلية. وبالرغم من المقاومة الكهربائية عمومًا، لايتم تطبيقها بشكل واضح - بسبب المقاومة الكهربائية في التحميل -(على سبيل المثال: عند استهلاك الطاقة) وهذا هو الأكثر أهمية للفائف تسلا المستقبلة ويكون ذلك عند نقطة الاستخدام (مثل محرك الإنتاج) كبديلاً للعقدة المستقبِلة. وترتبط المقاومة الكهربائية المهوائية المعقّدة بطول الموجات المستخدمة. وعادة ما يتم ضبط التحميل بجهاز لاسلكي (مدوزن) أو بشبكات متطابقة تتكون من جهاز إنتاج ومكثفات.

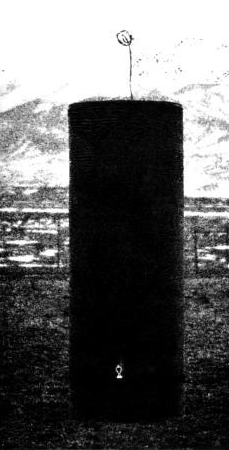
إحدى تجارب ملف تسلا التي جرت في كولورادو سبرينغس.

بإمكان محول تسلا أن يستقبل نبضات كهرومغناطيسية من كهرباء الغلاف الجوي and طاقة إشعاعية، والطاقة المشعة، بالإضافة إلى البث اللاسلكي العادي. تُلقي الطاقة المشعة وبسرعة شديدة جزيئات صغيرة ذات طاقة كهربية شديدة مع بعض الإشعاعات الأخرى والتي تسقط على الموصل المعزول المرتبط بالمكثف مما يسبب شحن المكثف لا نهائي، قد يكون المرنان الحلزوني مستثارًا بفعل الصدمة بسبب اضطرابات الطاقة المشعة وليس فقط عند الموجة الأساسية في ربع الموجة، ولكن يستثار بسبب التوافق أيضًا، ومن الممكن استخدام الطريقة الهرتزية لاستثارة مُستقبِل محول تسلا ولكن بحدود معينة لئلا ينتج عن استخدامها أضرار كبيرة ، كما يمكن استخدام طرق أخرى مثل طريقة (التأريض*) أو طرق توصيل أخرى متعددة لاستثارة محول تسلا ولكن جميعها ذو أضرار أيضًا.
يمكن للدائرة الكهربائية الشاحِنة أن تُهيَّأ وتُكيَّف لكي تُمَد بالطاقة بواسطة عدة مؤثرات واضطرابات عن بعد. تقوم الاهتزازات (الذبذبات) المتقطعة والعشوائية التي تنتقل عن طريق توصيلها بالمرنان المستقبِل (دائرة الرنين) بشحن مكثف المستقبِل والاستعانة بالطاقة الكامنة لتأثير أكبر. يمكن استخدام عدة إشعاعات لشحن وتفريغ الموصلات على اعتبار أن الإشعاعات هي اهتزازات كهرومغناطيسية ذات عدة أطوال موجية وجهد أو طاقة تأيٍن. يستعين مستقبل تسلا بالاضطرابات أو المؤثرات لكي يشحن أداة التخزين بالطاقة من مصدر خارجي (طبيعي أو صناعي) ويتحكم بعملية شحن أداة التخزين عن طريق الاضطرابات والمؤثرات (خلال فترات زمنية متتابعة محددة بواسطة هذه المؤثرات والاضطرابات حسب تتابعها ومدتها). يمكن استخدام هذه الطاقة المخزونة في تشغيل الأداة المستقبلة. يمكن للطاقة المتراكمة، على سبيل المثال، أن تشغل محولا عن طريق تفريغ الشَّحْن في الدائرة الأولية في أوقات محددة والتي تشغل الأداة المستقبلة عن طريق التيارات الثانوية.
فيما يمكن أن تستخدم ملفات تسلا لمثل هذه الأغراض، فإن أكثر اهتمامات العامة ووسائل الإعلام متوجهة بعيدا عن التطبيقات المتعلقة بنقل الطاقة واستقبالها كون إطلاق الشرارات الكهربائية أمر مبهر للعديد من الناس. بغض النظر عن ذلك، فقد أشار تسلا بأن هذا النوع من ملف تسلا يمكن أن يستخدم تأثير طريقة الحلقة الوهمية لعمل دائرة كهربائية تقوم بإنتاج الطاقة من الحقل المغناطيسي للأرض وغيرها من مصادر الطاقة الإشعاعية (بما في ذلك -وليس حصراً- الكهرباء الساكنة الكهروستاتيكا). فيما يتعلّق بتصريحات تسلا حول استغلال الظواهر الطبيعية من أجل الحصول على الطاقة الكهربائية يقول:«قبل مرور أجيال عديدة، سوف تقاد الآلات والمكائن وتُشغل عن طريق طاقة يمكن الحصول عليها في أي نقطة في الكون.»
وذكر تسلا أن الطاقة الناتجة عن تلك الأجهزة تنتج عن أساليب شحن هرتزية منخفضة، لكن وسائل الشحن البديلة متوفرة. فلفائف تسلا الخاصة بالاستقبال تعمل بشكل سليم، حيث تعمل كمخفّض تدريجي بتيار عالي حالي. وحتى اليوم، لم يتم استخدام هذه التقنية بكامل طاقتها في أية أجهزة توليد للطاقة أو في الأعمال تجارية. وقد حققت لفائف تسلا الخاصة بالاستقبال جزءاً من الطاقة الناتجة عن أجهزة الإرسال.

## السلامة من الترددات الكهربائية عالية التردد

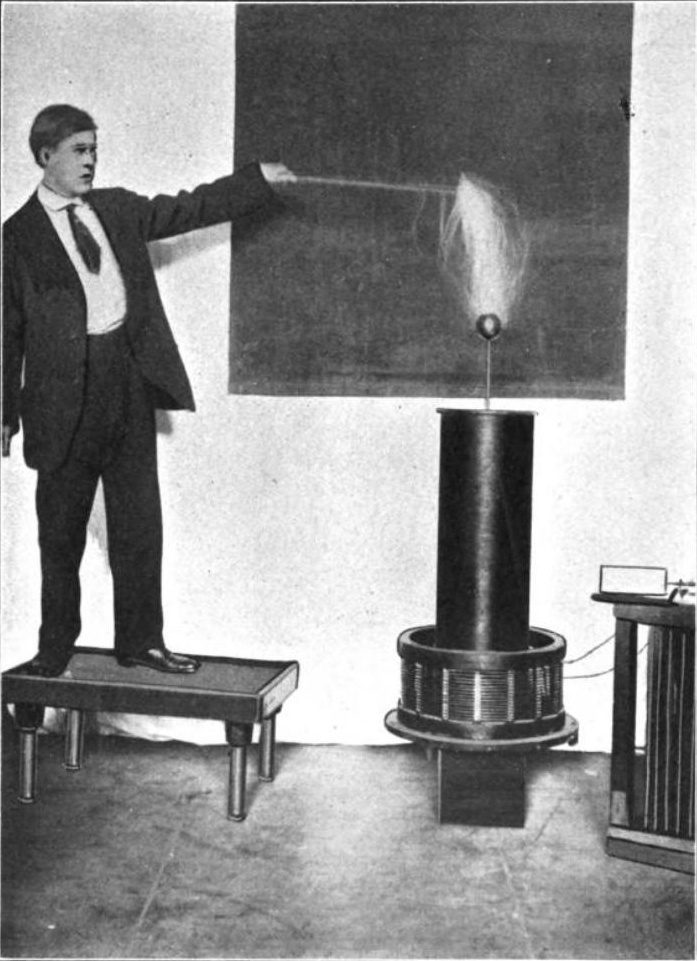
طالب يمرر تيار تسلا من خلال جسده عام 1909

### التأثير السطحي
يبدو خطر الالتماس مع تيار التردد الكهربائي العالي وكأنه أقل تأثيراً في بعض الأحيان من التيار منخفض التردد لعدم إحساس الشخص بالألم أو الصعق. وبالخطأ يتم ربطه بالتأثير السطحي، وهي ظاهرة تميل إلى منع التيار المتناوب من الجريان داخل الموصل. كان التصور أنها موجودة داخل الجسم، تيارات «تيسلا» جرت قريباً من السطح، جاعلة منها أكثر أماناً من تيار التردد الكهربائي المنخفض.
بالرغم من أن التاثير السطحي يحد من تيارات تيسلا إلى الكسر الخارجي لكل إنش من معدن الموصل، إلا أن عمق غشاء لحم الإنسان عند ترددات تسلا لايزال يحتفظ بالنظام لكل 60 إنش (150 سم) أو أكثر.[47][48][49][50][51] وهذا يعني أن التيارات ذات التردد العالي ستحافظ على التدفق بطريقة تفضيلية من خلال أعمق أجزاء الجسم التي أجريت عليها التجارب مثل جهاز الدورة الدموية والأجهزة العصبية. ويرجع السبب في قلة الالم لطبيعة الجهاز العصبي البشري التي لا يستشعر تدفق التيارات الكهربائية الخطيرة فوق 15-20 كيلوا هيرتز. خصوصا في الأعصاب المراد تنشيطها، يجب أن يعبر الاغشية عدد معتبر من الأيونات قبل التيار (وبالتالي تيار الكهرباء) والعكس. وبما أن الجسم لم يعد يعطي صدمة تحذيرية، فإنه يمكن أن يلمس المبتدئين مخارج لفات تسلا الصغيرة دون الشعور بصدمة مؤلمة. ومع ذلك، هناك أدلة غير مؤكدة بين مجربي لفائف تسلا تشير إلى إمكانية حدوث تلف مؤقت في الأنسجة بالإضافة إلى آلام في العضلات، وآلام المفاصل، أو شعور بالوخز لساعات قد تصل لأيام بعد ذلك. ويعتقد بأن هذا يسبب آثار ضارة لتدفق التيار الداخلي، وهو شائع خصوصًا مع الموجة المستمرة في الحالة الصلبة أو مع الأنبوب الفارغ. كما تعمل لفائف تسلا على ترددات منخفضة نسبيا (10 إلى 100 كيلوهرتز). ومن الممكن توليد تيارات عالية التردد جدًا (عشرات ومئات الميغا هرتز) وذلك ليكون لها عمق اختراق أقل بالجسد. وغالبًا ما تستخدم هذه لأغراض طبية وعلاجية مثل العلاج بالكي الكهربائي والعلاج بالإنفاذ الحراري. استندت تصاميم آلات العلاج بالإنفاذ الحراري في وقت سابق على لفائف تسلا أو لفائف أودين.
يمكن للفائف تسلا الكبيرة والمكبرات أن تقدم مستويات خطيرة من ارتفاع عال في الوتيرة الحالية، ويمكن أيضا أن تتطور قوة التيار الكهربائي إلى درجة أعلى بدون أن تشكل أي خطورة (غالبا 250,000 إلى 500,000 فولت أو أكثر). بسبب ارتفاع قوة التيار الكهربائي، يمكن للأنظمة الكبيرة تقديم طاقة أعلى، التي قد تكون قاتلة، وفصل التيار الكهربائي المتكرر العالي الجهد من على محطاتها الخاصة. مضاعفة إنتاج التيار الكهربائي لأربع مرات على الطاقة الكهروستاتيكية المخزنة في أعلى سعة محطة معينة. وإذا لم يكن المجرب حذراً بحيث وضع نفسه عن غير قصد في مسار تصريف التيار الكهربائي العالي الجهد الموصول بالأرض، يمكن لصدمة التيار الكهربائي الضعيفة أن تحدث تشنجات لا إرادية في مجموعات العضلات الرئيسية، وقد تُشكل خطراً يهدد الحياة كالرجفان البطيني والسكتة القلبية. حتى في الطاقة الأضعف في أنبوب الشفط أو الحالة الصلبة للفائف تسلا يمكن أن تحدث تيارات تردد راديو قادرة على التسبب في خلل مؤقت في الأنسجة الداخلية أو الأنسجة العصبية أو ضرر مشترك من خلال تسخين جول. بالإضافة إلى ذلك، يمكن للقوس الكهربائي لترددات الراديو أن تفحم الجسد، مما يسبب حرقا مؤلما وخطيرا في العظام العميقة قد يستغرق شهورا للشفاء. وبسبب هذه المخاطر، يتجنب المجربون المتوقدون الاتصال مع اللافتات كلها إلا من خلال الأنظمة الصغيرة. ويستخدم المهنيون عادة وسائل أخرى للحماية مثل قفص فاراداي أو بدلة الترس المعدنية لمنع التيارات الخطيرة من الوصول لأجسادهم.
إن أفدح الأخطار المرتبطة بتشغيل ملفات تسلا تصاحب الدائرة الدولية. فهي قادرة على توصيل تيار كافٍ في جهد عال لإيقاف قلب مجربٍ مهمل. ونظرًا لأن هذه العناصر ليست هي المصدر لتأثيرات الملفات البصرية أو السمعية، فقد يتم التغاضي عن كونها مصدراً أساسياً للمخاطر بكل سهولة. ويجب أن تصيب ضربة الشرارة العالية التردد الملف الأولي، بينما في نفس الوقت يمكن لشرارة أخرى أن تضرب أي شخص، وقد يكون الغاز المتأين لكلا الأسطوانتين قاتل، فيعد التيار المنخفض التردد المنبعث من الملف الأولي مميت.
كما يجب توخي الحذر الشديد عند العمل على القسم الابتدائي من اللفائف حتى عند قطع التيار من مصدر الطاقة لبعض الوقت، فقد يبقى خزان المكثفات مشحونًا لعدة أيام على كل مكثف مع ما يكفي من الطاقة للتسبب في صدمة قاتلة. التصاميم الملائمة دائمًا تشمل على 'المقاومات النازفة' لتنزف الشحنات المخزنة من المكثفات. بالإضافة إلى ذلك، يتم تنفيذ عملية قطع للسلامة عن كل مكثف قبل إجراء أي عمل داخلي. [52]

## النماذج والأجهزة
امتلك مختبر كولورادو سبرينغز واحدة من أكبر لفائف تسلا على الإطلاق، والمعروفة باسم «مكبرة الإرسال». تختلف مكبرة الإرسال بعض الشيء عن لفائف تسلا التقليدية التي تتكون من لفافتين. يُستخدم المكبر اثنين من اللفائف «ناقل» لإثارة قاعدة اللفافة الثالثة ('مرنان') التي تقع على مسافة من الناقل. ولكن تتشابه مبادئ عمل النظامين، أكبر اللفائف المتوفرة حالياً هي من نوع لفائف تسلا المكونة من لفافتين حيث تتكون من 130,000 وحدة واط، وهي جزء من منحوتة يصل طولها إلى 38 قدم (12م) يملكها آلان جيبس موجودة حاليًا في حديقة النحت الخاصة في مدينة كاكانيوي بوينت بالقرب من أوكلاند في نيوزيلندا.
تعتبر لفائف تسلا هي الشكل القديم (مع لفائف الحث أو الإشعال بالشرر) للجهاز الأحدث المسمى المحول الارتدادي الذي يوفر الجهد اللازم لتشغيل أنبوبة أشعة كاثود (القطب السالب) المستخدم في شاشات بعض التلفازات وأجهزة الحاسوب. لفائف التفريغ التشويشية لا تزال مُستخدمة مثل (لفائف الاشتعال) أو (لفائف الإشعال بالشرر) في نظام الإشعال لمحرك الاحتراق الداخلى. هاتان الأليتان لا تستخدما الرنين لتجميع الطاقة، غير أن هذه هي الخاصية المميزة للفائف تسلا. حيث تستخدمان الحث «التنشيط»، الإجبار، الانخفاض الشديد للمجال المغناطيسى، بحيث يكون الفولت المبذول بواسطة اللفائف في المحطات الأولية أكبر بكثير من الفولت المستخدم لإنشاء الحقل المغناطيسي، وهذا الجهد (الفولت) العالي يتم ضربه في نسبة لفات المحول. وبالتالي، فهي تخزن الطاقة بالفعل، كما يخزن مرنان تسلا الطاقة. يستخدم أيضًا بديل حديث منخفض الطاقة للفائف تسلا لمد أجهزة البلازما والأجهزة المشابهة بالطاقة.
يقوم العلماء الذين يتعاملون مع الزجاج المفرغ (مثلا، الكيميائيون الذين يتعاملون مع مواد متطايرة في طور الغاز، داخل نظام مكون من أنابيب زجاجية، وصنابير، وبصيلات) باختبار وجود فراغات صغيرة في الأداة (خصوصا القطع الجديدة من الأدوات الزجاجية) باستخدام تفريغ جهد عال، كالذي يولده ملف تسلا. عندما يتم تفريغ النظام من الهواء وتمرير النهاية المفرِّغة من الملف على الزجاج، تفرَّغ الشحنة وتمر في أي فراغ تحتها حالاً، وبالتالي تنير هذا الفراغ وتبين المواضع التي تحتاج إلى تقوية أو إعادة نفخ قبل أن تكون قابلة للإستخدام في تجربة ما.

## الرواج والانتشار
تعد لفائف تسلا أجهزة منتشرة بين مهندسين كهربائيين معينين وبين هواة الإلكترونيات كذلك. ويسمى هواة بناء هذه اللفائف «صانعو اللفائف». قام سد كلنج بتصميم وبناء لفائف تسلا كبيرة جدا تعرض كل سنة في مهرجان كواتشيلا فالي للموسيقى والفنون، في كواتشيلا الواقعة في مدينة إنديو في ولاية كاليفورنيا الأمريكية. ويحضر الناس اجتماعات اللفائف عندما يقومون بعرض لفائف تسلا التي صنعوها منزليًا وأجهزة كهربائية أخرى ممتعة بالنسبة لهم. قام أوستن ريتشارد في عام 1997 بتصميم بدلة فراداي المعدنية لحمية نفسه من تصريفات لفائف تسلا. واستعملها في عام 1998 استعملها لتمثيل شخصية ميغافولت في مهرجان الرجل المحترق لمدة تسع سنوات.
وتستخدم أحيانًا لفائف تسلا ذات الطاقة المنخفضة كمصدر جهد عال لهالة كيرليان.
يُمكن أيضًا استخدام ملف تسلا لإصدار الموسيقى عن طريق تعديل «معدل الانطلاق» الفعَّال للنظام؛ وهو معدل ومدة اندفاع موجات الراديو الترددية RF بواسطة بيانات ميدي (MIDI) ووحدةُ تحكم. يتم تحليل بيانات ميدي فعليًا من قِبَل أداة تحكم مصغَّرة والتي يتم تحويلها إلى بياناتٍ من نوع بي أدبليو أم (PWM، «تماثل عرضي النبضة» والتي يمكن إرسالها إلى لفائف تسلا بواسطة وصلة ألياف بصرية. يُظهر فيديو اليوتيوب  اثنين من لفائف تسلا المتماثلين من ذوي الحالة الصلبة يقومان بإصدار موسيقى «سوبر ماريو» الشهيرة بصوت ستيريو متناغم، ويعملان على تردد قدره 41 كيلوهرتز. قام ببناء وتشغيل هذه اللفائف كل من المصممين الهاويين جيف لارسون وستيف وارد، وسُمِّي الجهاز بـ «زوسافون» (Zeusaphone) نسبةً لزوس آلهة البرق اليونانية، وأيضًا كتلاعبٍ بالمفردات؛ نسبةً إلى الآلة الموسيقية المعروفة باسم السوسافون.
انتشرت فكرة تشغيل الموسيقى عبر لفائف تسلا حول العالم كما قام بعض المتابعين بمواصلة العمل على هذه المبادرة.
في عام 2011 أظهر فريق الهوكي المحترف «تامبا باي لايتنينج»  لأول مرة على الملعب اثنتان من لفائف تسلا في ميدان سانت بيت تايمز وتشغيلها للجمهور قبيل المباراة أثناء تقديم اللاعبين.
تم بناء أقوى ملف تسلا مخروطي الشكل (1.5 مليون فولت) عام 2002م في متحف وسط أمريكا للعلوم في مدينة هوت سبرينغ بولاية اركسناه، وهو نسخة طبق الأصل من ملف تسلا المخروطي الذي تم تركيبه في مرصد غريفيث عام 1936. في حفل جامعة إلينوي في إربانا-شامبين الموسيقي تم استخدام لفائف تسلا بشكل توضيحي واسع خلال احتفال المهندسين المفتوح.
استخدمت الفنانة الآيسلندية بيورك لفائف تسلا في أغنيتها «الصاعقة» كأداة رئيسية في الأغنية.
تستخدم فرقة أرك أتاك  الموسيقية لفائف تسلا المعدلة ورجل يرتدي بدلة مربوطة بسلسلة لعزف الموسيقى.
تستخدم لفائف تسلا كأسلحة للاتحاد السوفيتي في سلسلة ألعاب الفيديو ريد ألرت.